# Aguaytía
Aguaytía è una cittadina del Perù, nella regione di Ucayali. È il capoluogo della provincia di Padre Abad.